# Stančić
 Stančić  falu Horvátországban Zágráb megyében. Közigazgatásilag Brckovljanihoz tartozik.

## Fekvése
Zágrábtól 25 km-re keletre, községközpontjától 2 km-re északra, a megye keleti részén fekszik.

## Története
A települést 1457-ben a bozsjákói uradalom részeként említik először. Az uradalom 1597-ben lett a Zrínyi család birtoka, akiknek a 17. században udvarházuk állt itt. Jobbágyai a földesúrnak nyaranta heti három, telente heti 2 nap robottal tartoztak. A településen egy szabadnak, Szántóházy Zsigmondnak volt birtoka, aki azonban fiú örökös nélkül hunyt el. Staničići birtokát Zrínyi Péter Malinics Györgynek adta. 1670-ben Teuffenbach generális elvette tőle és visszaadta azt Szántóházy özvegyének, aki időközben a petrinjai alkapitányhoz ment nőül. 
Zrínyi Péter birtokai 1671-ben hűtlenség címén a kincstáré lettek. 1736-ban és 1802-ben a birtokot a Pozvik család kezén találjuk. Később a bozsjákói uradalom többi részéhez hasonlóan a Draskovichok birtoka lett. Draskovich Ottokár 1832-ben a staničići kastélyban született. A 19. század második felében a birtok az Erdődyeké lett, akik 1914-ben eladták az államnak. Ezt követően lipicai méneket tenyésztettek itt. Később a lótenyészet Diakovárra költözött, helyén pedig pszichiátriai betegeket ellátó kórház nyílt. 1955-től gyermekkórházként, később rehabilitációs kórházként működött. Az egykori kastélynak mára nyoma sem maradt.
A falunak 1857-ben 88, 1910-ben 131 lakosa volt. Trianonig Zágráb vármegye Dugoseloi járásához tartozott. 1993-ban az újjáalakított brckovljani község része lett. 2001-ben 738 lakosa volt.

## Lakosság
| Lakosság változása | Lakosság változása | Lakosság változása | Lakosság változása | Lakosság változása | Lakosság változása | Lakosság változása | Lakosság változása | Lakosság változása | Lakosság változása | Lakosság változása | Lakosság változása | Lakosság változása | Lakosság változása | Lakosság változása |
| ------------------ | ------------------ | ------------------ | ------------------ | ------------------ | ------------------ | ------------------ | ------------------ | ------------------ | ------------------ | ------------------ | ------------------ | ------------------ | ------------------ | ------------------ |
| 1857               | 1869               | 1880               | 1890               | 1900               | 1910               | 1921               | 1931               | 1948               | 1953               | 1961               | 1971               | 1981               | 1991               | 2001               |
| 88                 | 80                 | 101                | 93                 | 120                | 131                | 167                | 143                | 341                | 320                | 527                | 609                | 683                | 776                | 738                |

## Nevezetességei
A Stančić-kastélyt park és számos kiegészítő létesítmény veszi körül. Az épület a 18. század második feléből származik, és eredetileg a Pozvek családé volt. Egyemeletes, téglalap alaprajzú épület, kontytetővel lezárva. A földszint téglából és kőből, míg az első emelet deszkából épült. A számos átalakítás ellenére feltételezhető, hogy az eredeti térszerkezet elöl és hátul is három helyiségből állt. A külső a földszinten vakolt volt, az első emeleten pedig faburkolatot kapott.